# 1885 في المملكة المتحدة
فيما يلي قوائم الأحداث التي وقعت خلال عام 1885 في المملكة المتحدة.

## سياسة

### تعيين في المنصب
- 23 يونيو – روبرت سيسل رئيس وزراء المملكة المتحدة.

### انتهاء فترة المنصب
- 9 يونيو – وليم غلادستون رئيس وزراء المملكة المتحدة.

## رياضة
- 1 يناير – بطولة ويمبلدون 1885

## ظهور
- 1 يناير – كنوز الملك سليمان رواية من تأليف هنري رايدر هاجرد.

## كتب
من الكتب التي صدرت هذه السنة في المملكة المتحدة:
- 1 يناير – اللورد الصغير فونتلروي من تأليف فرانسيس هودسون برنيت.
- 1 يناير – كنوز الملك سليمان من تأليف هنري رايدر هاجارد.

## مواليد

### يناير
- 1 يناير – آرثر آرون لاعب كرة قدم إنجليزي.
- 24 يناير – مارجوري ستيفنسون[1]
- 26 يناير – هاري ريكاردو مهندس من المملكة المتحدة.[2]

### فبراير
- 6 فبراير – تشارلز هنري بارتليت درّاج طريق من المملكة المتحدة.
- 16 فبراير – جيمس لورانس لاعب ومدرب كرة قدم اسكتلندي.
- 25 فبراير – أليس أميرة باتنبرغ[3]

### مارس
- 16 مارس – سيدني تشابلن ممثل إنجليزي.[4]
- 17 مارس – هنري تايلور سبّاح من المملكة المتحدة.[5]

### أبريل
- 8 أبريل – كينيث باول لاعب كرة مضرب بريطاني.
- 27 أبريل – ليزلي جودفري لاعب كرة مضرب من المملكة المتحدة.[6]

### مايو
- 29 مايو – هيو توماس عالم نبات بريطاني.

### يونيو
- 9 يونيو – جون إيدنسور ليتلوود[7]
- 23 يونيو – جيرالدين بيميش لاعبة كرة مضرب من المملكة المتحدة.

### أغسطس
- 10 أغسطس – فرانك لودلو
- 12 أغسطس – هنري بريدهام ويبل قائد عسكري من المملكة المتحدة.
- 23 أغسطس – هنري تيزارد كيميائي بريطاني.[8]

### سبتمبر
- 11 سبتمبر – ديفيد هربرت لورانس[9]

### أكتوبر
- 11 أكتوبر – أليسيا موريو دا خوستو سياسية أرجنتينية.[10]

### نوفمبر
- 18 نوفمبر – جورج باسيريو

## وفيات

### يناير
- 1 يناير – ماري روس (مواليد 1813) فلكية ومصورة من المملكة المتحدة.[11]
- 26 يناير – إدوارد ديفي (مواليد 1806)[12]
- 26 يناير – تشارلز جورج غوردون (مواليد 1833)[13]

### أبريل
- 2 أبريل – جيمس الكسندر (مواليد 1803)[14]
- 26 أبريل – أليس آيرس (مواليد 1859)

### أغسطس
- 1 أغسطس – توماس يفرتون دونالدسون (مواليد 1795) مهندس معماري بريطاني.[15]